# Earshot (banda)
Earshot es una banda formada en 1999 en Los Ángeles, California. En la actualidad el grupo no llegó a firmar un nuevo contrato con Universal Records, pero están trabajando actualmente en su cuarto álbum.
Earshot se formó en 1999 con los miembros Dieter Hartmann, Mike Callahan, Kohler Scott, Chas Stumbo. Lanzaron su álbum debut Letting Go en el año 2002. El álbum debut el éxito "Get Away" y "Headstrong", cual apareció en la película Queen of the Damned.
Su segundo álbum fue lanzado en 2004, titulado "Two" (Dos). El álbum incluye el éxito "Wait", que apareció en la banda sonora del videojuego Madden NFL 2005.
El Grupo grabó su tercero álbum "The Silver Lining" a mediados de 2008 fuera de la disquera Warner Brothers.
En el 2014 Earshot anunció lanzar un EP llamado "Aftermath" (Mini-LP); de lo cual ya dos sencillos están disponibles; "Now That It's Over" y "Let Me".
Earshot ha compartido tarimas con Staind, Kid Rock, y Stone Temple Pilots y ha sido a menudo comparado con la banda "Tool" por la similitud vocal de Wil Martin.

## Discografía
- Letting Go- 2001
- Two- 2004
- The Silver Linning- 2009
- Aftermath - 2014